# Bridgestone
Bridgestone Corporation är världens största tillverkare av däck och andra gummiprodukter, en japansk multinationell tillverkare av reservdelar till bilar och lastbilar som grundades 1931. Bridgestone säljer sina produkter i mer än 150 länder. Bridgestone Sweden AB, med huvudkontor i Sundsvall, marknadsför och levererar däck till den svenska marknaden. För närvarande ägnar sig varumärket åt att minska koldioxidutsläppen och att använda förnybara resurser för sina produkter.

## Racing

### Formel 1

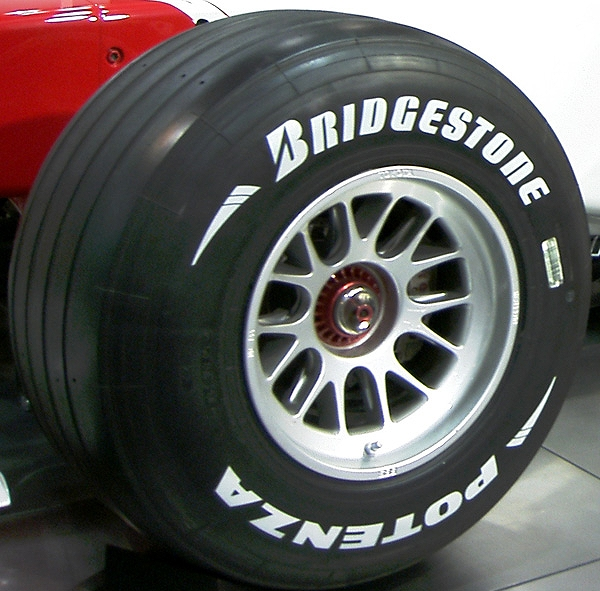
Bridgestone Potenza formel 1-däck

Bridgestone har tidigare levererat däck till ett antal formel 1-stall, till exempel Ferrari och Williams. Säsongerna 2007, 2008, 2009 och 2010 har företaget avtal om att leverera däck till samtliga formel 1-stall.

### MotoGP
Bridgestone var en av tre däcksleverantörer i roadracingens MotoGP-klass. De andra två är Dunlop och Michelin. Gresini Honda, Kawasaki Motors Racing, Rizla Suzuki, Ducatis fabriksstall, Alice Ducati samt världsmästaren Valentino Rossi kör på Bridgestone-däck säsongen 2008. Säsongen 2009 införs enhetsdäck i klassen med Bridgestone som leverantör.

### Karting
Inom karting är Bridgestone det största däckmärket i Sverige.
Svensk generalagent för Bridgestone kartdäck är Radne Motor AB i Haninge